# Huskuru, Alur
Huskuru là một làng thuộc tehsil Alur, huyện Hassan, bang Karnataka, Ấn Độ.